# 当时明月在 (电视电影)
《当时明月在》（英文：Back To You）是一部2019年马来西亚剧情片，八度空间原创国庆日特备电视电影。本片于2019年8月31日国庆日在八度空间播出。

## 剧情简介
讲述28年前，年轻的秀敏（林奕廷饰）育有3个女儿，之后还生了一对龙凤胎，由于家境贫穷，加上丈夫生意失败，在重男轻女的缘由之下，不得不将刚满周岁的女儿送给友人抚养。秀敏丈夫和对方约法三章，对方答应好好照顾女儿，每隔一段时间内，让秀敏知道女儿的近况，岂料秀敏却渐渐联系不上对方，从此失去女儿的消息。
28年过去了，秀敏的丈夫也人间蒸发了，自此秀敏和儿子志诚（张顺源饰）在黄梨园工作为生，志诚育有3个儿子，他勤奋如牛，让家人生活过得安稳舒适，但看到秀敏对失去联系的女儿念念不忘，于心不忍之下，志诚辗转找到了失去联系的妹妹，没想到却看见只会说国语和以穆斯林打扮、戴着头巾的Sofia（陈香郿饰）出现。
究竟秀敏能不能找回自己的亲生女儿？亲生女儿是否被好心人领养了，为什么会以穆斯林的打扮出现在志诚的面前？秀敏最终能一家团圆吗?
---
28年前，秀敏（林奕廷饰）诞下一对龙凤胎，嗜赌老公因为债务缠身而把满一岁的女儿彩云送人，从此音讯全无。28年后，长大成人的罗志诚（张顺源饰）已经娶妻生子，深知母亲秀敏心系失联的妹妹，因而登报寻人。一日，终于寻获妹妹彩云，却惊觉妹妹已改名Sofia（Jasmine Suraya Chin 饰）戴头巾作穆斯林打扮，口操流利国语却不谙华语。原来当年彩云辗转被送到马来孤儿院，随即被马来夫妇Aiman和Kamariah（Azizah Mahzan饰）领养，自此便在穆斯林家庭长大。秀敏满腹思念却碍于语言不通而哑口无言，只好痛心地看着Sofia转身离去……
---
故事讲述秀敏（林奕廷）生了一对龙凤胎，后因丈夫生意失败，被逼将刚满周岁的女儿送给外人抚养，失去音讯。28年后，儿子志诚（张顺源）决定帮母亲展开一场寻亲之旅，才发现失去联系的妹妹被马来家庭收养，名叫Sofia（嘉丝敏苏拉雅）。

## 演员列表
- 陈香郿（Jasmine Suraya Chin）
- 林奕廷
- 张顺源
- Azizah Mahzan
- Charlie Numan Salleh
- Yuna Rahim

## 制作、发行
八度空间首次大突破以跨种族、语言，体现真正马来西亚多元种族文化中文电视作品。剧中齐聚三大种族，对白更以中文、马来文、英文、福建话、粤语等来呈现。
马来界新晋女演员陈香郿（Jasmine Suraya Chin）与马来资深女演员Azinah Mahzan，两人是第一次参与本地中文影视制作。
故事讲述一宗寻亲事件，让两个不同背景、种族和宗教的族群跨越彼此的差异，缔结友谊。两家人从试探到理解、从误会到释怀，最后因为爱而跨越差异缔结友谊。